# Sergio Rondina
Sergio Gabriel Rondina (San Antonio de Padua, Buenos Aires, Argentina, 3 de noviembre de 1971) es un exfutbolista y entrenador. Actualmente dirige a Ferro Carril Oeste.

## Trayectoria

### Como jugador
Como futbolista jugó profesionalmente en Argentina y Ecuador entre los años noventa y principios de los 2000. Inició su carrera en Deportivo Merlo y se retiró en Argentino de Quilmes. Entre sus logros como jugador, se destaca el ascenso con Chacarita Juniors a la Primera División en la temporada 1998-99.

### Como entrenador
Inició su carrera como entrenador en el 2005 cuando le tocó dirigir a Midland. Más tarde, dirigiría a Cañuelas, Luján y Excursionistas, en la Primera C. A partir del 2010, comenzó a entrenar en la Primera B Metropolitana, donde se hizo cargo de Flandria, Atlanta, Platense y Villa Dálmine. Con este último club ascendería a la Primera B Nacional luego de vencer a Tristán Suárez en la final.
Para la temporada 2016, Rondina fue contratado por Arsenal de Sarandí, siendo su primera experiencia como entrenador en la Primera División. El 6 de noviembre de 2016, dejó su cargo luego de una serie de malos resultados que ubicaban al club en puestos de descenso.
En diciembre de 2016, acordó su llegada a Nueva Chicago que buscaba ascender a la máxima categoría. En junio de 2017, anunció su alejamiento del club tras un empate ante Santamarina.
El 18 de julio de 2017, Rondina fue confirmado como entrenador de Los Andes para la temporada 2017-18. No obstante, en diciembre del mismo año, presentó su renuncia al cargo.
En enero de 2018, comenzó su segunda etapa en Arsenal de Sarandí. Si bien no pudo evitar el descenso del club, fue ratificado en su cargo. De todas maneras, el equipo volvería a la Primera División en la temporada 2018-19 luego de vencer a Sarmiento de Junín en la final. Luego de una gran temporada en la entonces Superliga, los dirigidos por Rondina clasificaron a la Copa Sudamericana, aunque serían eliminados en octavos de final. Unos días más tarde, decidió renunciar a su cargo.
En septiembre de 2021, fue anunciado como entrenador de Central Córdoba y firmó hasta diciembre de 2022. No obstante, en julio de 2022, presentó su renuncia luego de argumentar diferencias con la dirigencia del club.
El 10 de julio de 2022, Rondina fue confirmado como entrenador de Colón hasta diciembre de 2023. Sin embargo, un mes más tarde, dejó su cargo después de dirigir solamente siete encuentros.
En abril de 2023, acordó su llegada con Barracas Central en reemplazo de Rodolfo de Paoli. Luego de salvar al club del descenso, decidió dejar su puesto de común acuerdo con la dirigencia en diciembre del mismo año.
El 15 de diciembre de 2023, fue anunciado como entrenador de Sarmiento de Junín y firmó un contrato por un año. El 20 de febrero de 2024, presentó la renuncia a su cargo después de un pésimo comienzo en la Copa de la Liga Profesional.
En julio de 2024, asumió al frente de Quilmes en reemplazo de Darío Franco. El 15 de junio de 2025, presentó su renuncia al cargo tras una serie de malos resultados.
El 30 de junio de 2025, fue oficializado como técnico de Ferro Carril Oeste.

## Clubes

### Como jugador
| Club                      | País      | Año       |
| ------------------------- | --------- | --------- |
| Deportivo Merlo           | Argentina | 1991-1992 |
| Arsenal de Sarandí        | Argentina | 1992-1998 |
| Chacarita Juniors         | Argentina | 1998-1999 |
| Estudiantes de Río Cuarto | Argentina | 1999-2000 |
| Defensa y Justicia        | Argentina | 2000-2001 |
| Atlanta                   | Argentina | 2002-2003 |
| Técnico Universitario     | Ecuador   | 2003      |
| Argentino de Quilmes      | Argentina | 2004      |

### Como entrenador
| Equipo                          | Div.                 | Torneo                           | Estadísticas | Estadísticas | Estadísticas | Estadísticas | Estadísticas | Estadísticas | Estadísticas | Estadísticas |
| Equipo                          | Div.                 | Torneo                           | PJ           | G            | E            | P            | GF           | GC           | DG           | Efectividad% |
| ------------------------------- | -------------------- | -------------------------------- | ------------ | ------------ | ------------ | ------------ | ------------ | ------------ | ------------ | ------------ |
| Luján Argentina                 | 4.ª                  | Primera C 2007-08                | 41           | 19           | 11           | 11           | 57           | 40           | +17          | 55.28%       |
| Luján Argentina                 | Total                | Total                            | 41           | 19           | 11           | 11           | 57           | 40           | +17          | 55.28%       |
| Excursionistas Argentina        | 4.ª                  | Primera C 2008-09                | 43           | 22           | 12           | 9            | 59           | 30           | +19          | 60.47%       |
| Excursionistas Argentina        | 4.ª                  | Primera C 2009-10                | 43           | 23           | 12           | 8            | 64           | 32           | +32          | 62.79%       |
| Excursionistas Argentina        | Total                | Total                            | 86           | 45           | 24           | 17           | 123          | 62           | +61          | 61.63%       |
| Flandria Argentina              | 3.ª                  | Primera B 2010-11                | 42           | 13           | 15           | 14           | 37           | 31           | +6           | 42.86%       |
| Flandria Argentina              | 3.ª                  | Primera B 2011-12                | 39           | 12           | 14           | 13           | 36           | 44           | -8           | 42.74%       |
| Flandria Argentina              | 3.ª                  | Copa Argentina 2011-12           | 1            | 0            | 1            | 0            | 0            | 0            | 0            | 33.33%       |
| Flandria Argentina              | Total                | Total                            | 82           | 25           | 30           | 27           | 73           | 75           | -2           | 42.68%       |
| Atlanta Argentina               | 2ª                   | B Nacional 2011-12               | 4            | 1            | 1            | 2            | 4            | 6            | -2           | 33.33%       |
| Atlanta Argentina               | 3.ª                  | Copa Argentina 2012-13           | 1            | 0            | 1            | 0            | 1            | 1            | 0            | 33.33%       |
| Atlanta Argentina               | 3.ª                  | Primera B 2012-13                | 42           | 17           | 15           | 10           | 49           | 42           | +7           | 52.38%       |
| Atlanta Argentina               | Total                | Total                            | 47           | 18           | 17           | 12           | 54           | 49           | +5           | 50.35%       |
| Platense Argentina              | 3.ª                  | Primera B 2013-14                | 6            | 2            | 1            | 3            | 6            | 6            | 0            | 38.89%       |
| Platense Argentina              | Total                | Total                            | 6            | 2            | 1            | 3            | 6            | 6            | 0            | 38.89%       |
| Villa Dálmine Argentina         | 3.ª                  | Primera B 2013-14                | 20           | 6            | 6            | 8            | 22           | 26           | -4           | 40%          |
| Villa Dálmine Argentina         | 3.ª                  | Primera B 2014                   | 24           | 12           | 6            | 6            | 29           | 13           | +16          | 58.33%       |
| Villa Dálmine Argentina         | 3.ª                  | Copa Argentina 2014-15           | 1            | 0            | 1            | 0            | 0            | 0            | 0            | 33.33%       |
| Villa Dálmine Argentina         | 2ª                   | Primera B Nacional 2015          | 42           | 15           | 15           | 12           | 44           | 42           | +2           | 47.62%       |
| Villa Dálmine Argentina         | Total                | Total                            | 87           | 33           | 28           | 26           | 95           | 81           | +14          | 48.66%       |
| Arsenal de Sarandí Argentina    | 1ª                   | Primera División 2016            | 16           | 8            | 3            | 5            | 21           | 15           | +6           | 56.25%       |
| Arsenal de Sarandí Argentina    | 1ª                   | Copa Argentina 2015-16           | 3            | 2            | 0            | 1            | 4            | 3            | +1           | 66.67%       |
| Arsenal de Sarandí Argentina    | 1ª                   | Primera División 2016-17         | 9            | 0            | 3            | 6            | 7            | 19           | -12          | 11.11%       |
| Arsenal de Sarandí Argentina    | Total                | Total                            | 28           | 10           | 6            | 12           | 32           | 37           | -5           | 42.86%       |
| Nueva Chicago Argentina         | 2ª                   | B Nacional 2016-17               | 16           | 7            | 5            | 4            | 18           | 13           | +5           | 54.17%       |
| Nueva Chicago Argentina         | Total                | Total                            | 16           | 7            | 5            | 4            | 18           | 13           | +5           | 54.17%       |
| Los Andes Argentina             | 2ª                   | B Nacional 2017-18               | 11           | 3            | 6            | 2            | 7            | 7            | 0            | 45.45%       |
| Los Andes Argentina             | Total                | Total                            | 11           | 3            | 6            | 2            | 7            | 7            | 0            | 45.45%       |
| Arsenal de Sarandí Argentina    | 1ª                   | Primera División 2017-18         | 15           | 2            | 6            | 7            | 13           | 21           | -8           | 26.67%       |
| Arsenal de Sarandí Argentina    | 2ª                   | Primera B Nacional 2018-19       | 25           | 14           | 7            | 4            | 37           | 19           | +18          | 65.33%       |
| Arsenal de Sarandí Argentina    | 1ª                   | Copa Argentina 2018-19           | 2            | 1            | 0            | 1            | 4            | 3            | +1           | 50%          |
| Arsenal de Sarandí Argentina    | 1ª                   | Primera División 2019-20         | 23           | 9            | 7            | 7            | 37           | 32           | +5           | 49.28%       |
| Arsenal de Sarandí Argentina    | 1ª                   | Copa de la Superliga 2020        | 1            | 0            | 1            | 0            | 1            | 1            | 0            | 33.33%       |
| Arsenal de Sarandí Argentina    | 1ª                   | Copa de la Liga Profesional 2020 | 11           | 4            | 2            | 5            | 15           | 15           | 0            | 42.42%       |
| Arsenal de Sarandí Argentina    | 1ª                   | Copa Argentina 2019-20           | 1            | 0            | 0            | 1            | 0            | 1            | -1           | 0%           |
| Arsenal de Sarandí Argentina    | 1ª                   | Copa de la Liga Profesional 2021 | 13           | 3            | 3            | 7            | 11           | 23           | -12          | 30.77%       |
| Arsenal de Sarandí Argentina    | 1ª                   | Copa Sudamericana 2021           | 8            | 3            | 3            | 2            | 11           | 7            | +4           | 50%          |
| Arsenal de Sarandí Argentina    | 1ª                   | Primera División 2021            | 6            | 1            | 2            | 3            | 5            | 11           | -6           | 33.33%       |
| Arsenal de Sarandí Argentina    | Total                | Total                            | 105          | 37           | 31           | 37           | 134          | 133          | +1           | 45.08%       |
| Arsenal de Sarandí Argentina    | Total en Arsenal     | Total en Arsenal                 | 133          | 47           | 37           | 49           | 166          | 170          | -4           | 44.61%       |
| Central Córdoba (SdE) Argentina | 1ª                   | Primera División 2021            | 15           | 5            | 3            | 7            | 20           | 22           | -2           | 40%          |
| Central Córdoba (SdE) Argentina | 1ª                   | Copa de la Liga Profesional 2022 | 14           | 3            | 6            | 5            | 17           | 23           | -6           | 35.71%       |
| Central Córdoba (SdE) Argentina | 1ª                   | Copa Argentina 2022              | 1            | 0            | 1            | 0            | 0            | 0            | 0            | 33.33%       |
| Central Córdoba (SdE) Argentina | 1ª                   | Primera División 2022            | 6            | 2            | 1            | 3            | 6            | 7            | -1           | 38.89%       |
| Central Córdoba (SdE) Argentina | Total                | Total                            | 36           | 10           | 11           | 15           | 43           | 52           | -9           | 37.96%       |
| Colón Argentina                 | 1ª                   | Primera División 2022            | 7            | 1            | 4            | 2            | 5            | 9            | -4           | 33.33%       |
| Colón Argentina                 | Total                | Total                            | 7            | 1            | 4            | 2            | 5            | 9            | -4           | 33.33%       |
| Barracas Central Argentina      | 1ª                   | Primera División 2023            | 16           | 5            | 8            | 3            | 15           | 14           | +1           | 47.92%       |
| Barracas Central Argentina      | 1ª                   | Copa Argentina 2023              | 2            | 1            | 0            | 1            | 2            | 2            | 0            | 50%          |
| Barracas Central Argentina      | 1ª                   | Copa de la Liga Profesional 2023 | 14           | 3            | 5            | 6            | 10           | 21           | -11          | 33.33%       |
| Barracas Central Argentina      | Total                | Total                            | 32           | 9            | 13           | 10           | 27           | 37           | -10          | 41.67%       |
| Sarmiento Argentina             | 1ª                   | Copa de la Liga Profesional 2024 | 6            | 0            | 2            | 4            | 4            | 12           | -8           | 11.11%       |
| Sarmiento Argentina             | Total                | Total                            | 6            | 0            | 2            | 4            | 4            | 12           | -8           | 11.11%       |
| Quilmes Argentina               | 2ª                   | 2024                             | 19           | 9            | 6            | 4            | 21           | 8            | +13          | 57.89%       |
| Quilmes Argentina               | 2ª                   | 2025                             | 18           | 5            | 7            | 6            | 17           | 16           | +1           | 40.74%       |
| Quilmes Argentina               | 2ª                   | Copa Argentina 2025              | 1            | 1            | 0            | 0            | 1            | 0            | +1           | 100%         |
| Quilmes Argentina               | Total                | Total                            | 38           | 15           | 13           | 10           | 39           | 24           | +15          | 50.88%       |
| Ferro Argentina                 | 2ª                   | 2025                             | 7            | 1            | 3            | 3            | 3            | 8            | -5           | 28.57%       |
| Ferro Argentina                 | Total                | Total                            | 7            | 1            | 3            | 3            | 3            | 8            | -5           | 28.57%       |
| Total en sus equipos            | Total en sus equipos | Total en sus equipos             | 635          | 235          | 205          | 195          | 720          | 645          | +75          | 47.77%       |

## Palmarés

### Como jugador
| Título                | Club              | País      | Año  |
| --------------------- | ----------------- | --------- | ---- |
| Nacional B 2º ascenso | Chacarita Juniors | Argentina | 1999 |

### Como técnico
| Título               | Club               | País      | Año  |
| -------------------- | ------------------ | --------- | ---- |
| Primera B 3º ascenso | Villa Dálmine      | Argentina | 2014 |
| Primera B Nacional   | Arsenal de Sarandí | Argentina | 2019 |